# Церковь Рождества Христова (Эри)
Церковь Рождества Христова (англ. Church of the Nativity) — православный единоверческий храм в городе Эри, в США. Является ставропигиальным приходом в юрисдикции РПЦЗ.
Приход благоустроен, имеет вместительный храм и большой приходской дом. Большая часть богослужения совершается на английском языке, сверенном со старопечатными книгами. Община активна, поддерживает отношения с российскими единоверцами и американскими православными общинами.
Община имеет сайт, издаёт церковную литературу, в том числе двуязычную богослужебную. Имеется хорошо организованная воскресная школа для детей и взрослых. Регулярно ведётся работа с молодёжью, проводятся культурно-общественные и спортивные мероприятия.

## История
В 1916 году в городе Эри, в штате Пенсильвания, в США, возникла община старообрядцев-поморцев.
В 1983 году большая часть прихода (около 150 семей, по другим данным — 250) присоединилась к юрисдикции РПЦЗ. Как отмечает иерей Иоанн Миролюбов, «изначально оговаривались два существенных момента. Первое — право на особый общинный Устав, несколько отличающийся от типовых приходских уставов РПЦЗ, и в котором, в частности, было прописано право общины самой избирать себе священников из своей среды, а также право на самостоятельное управление собственным имуществом. И второе — основанное на деяниях Поместного Собора 1917—1918 гг., право на окормление собственным старообрядческим епископом, находящимся в прямом подчинении Первоиерарху Зарубежной Церкви».
Длительное время руководство общиной осуществлял единоверческий епископ Даниил (Александров). В настоящее время общину и всех зарубежных единоверцев окормляет епископ Каракасский и Южноамериканский Иоанн (Берзинь).
Иерей Иоанн Миролюбов в 2010 году так описывал состояние и деятельность прихода: «эта единоверческая община находится в постоянном динамическом развитии. В отличие, кстати, от поморских общин, которые, увы, фактически на грани вымирания. Сегодня единоверческий приход Рождества Христова в Ири насчитывает несколько сотен прихожан и, надо заметить, это отнюдь не только местное население со старообрядческими корнями. Очень многие члены общины регулярно приезжают из других городов Пенсильвании и даже из других штатов. В свое время не без удивления я узнал, что среди прихожан единоверческого храма встречаются даже афроамериканцы. Так, протоиерей Пимен Саймон преподаёт в местном университете, и многие его бывшие и нынешние студенты приняли Православие именно в единоверческой общине. Кроме того, при приходе проходит активная внебогослужебная жизнь: регулярно проводятся конференции, фестивали русской культуры и т. д.».